# Claudia Martínez
Claudia Martínez Ovando (Capitán Bado, Paraguay; 15 de enero de 2008), es una futbolista paraguaya. Juega como delantera en el Olimpia de la Liga Femenina de Fútbol de Paraguay y es internacional con la selección de Paraguay.

## Biografía
Participó en el Sudamericano Femenino Sub-17 de 2025 jugado en Colombia, representando a la selección femenina sub-17 de Paraguay, en dicho torneo fue la goleadora del campeonato con 10 goles en total y logró el primer título para Paraguay en esta categoría.

### Participaciones en Campeonatos Sudamericanos
| Competición                            | Sede     | Resultado    |
| -------------------------------------- | -------- | ------------ |
| Campeonato Sudamericano Sub-17 de 2024 | Paraguay | Cuarto lugar |
| Campeonato Sudamericano Sub-17 de 2025 | Colombia | Campeona     |

### Participaciones en Copa América
| Copa                       | Sede    | Resultado   | Partidos | Goles |
| -------------------------- | ------- | ----------- | -------- | ----- |
| Copa América Femenina 2025 | Ecuador | Por definir | 4        | 6     |

### Participaciones en Mundiales
| Copa                | Sede     | Resultado      | Partidos | Goles |
| ------------------- | -------- | -------------- | -------- | ----- |
| Mundial Sub-20 2024 | Colombia | Fase de grupos | 3        | 0     |

## Clubes
| Club              | País     | Año           |
| ----------------- | -------- | ------------- |
| Sportivo Ameliano | Paraguay | 2023-2024     |
| Club Olimpia      | Paraguay | 2024-presente |

## Palmarés

### Títulos internacionales
| Título                               | Club                      | Sede     | Año  |
| ------------------------------------ | ------------------------- | -------- | ---- |
| Sudamericano Femenino Sub-17 de 2025 | Selección femenina sub-20 | Colombia | 2025 |

### Distinciones individuales
| Distinción                                                | Año  |
| --------------------------------------------------------- | ---- |
| Máxima goleadora del Sudamericano Femenino Sub-17 de 2025 | 2025 |